# オール環礁
座標: 北緯8度15分00秒 東経171度06分00秒 / 北緯8.25000度 東経171.10000度

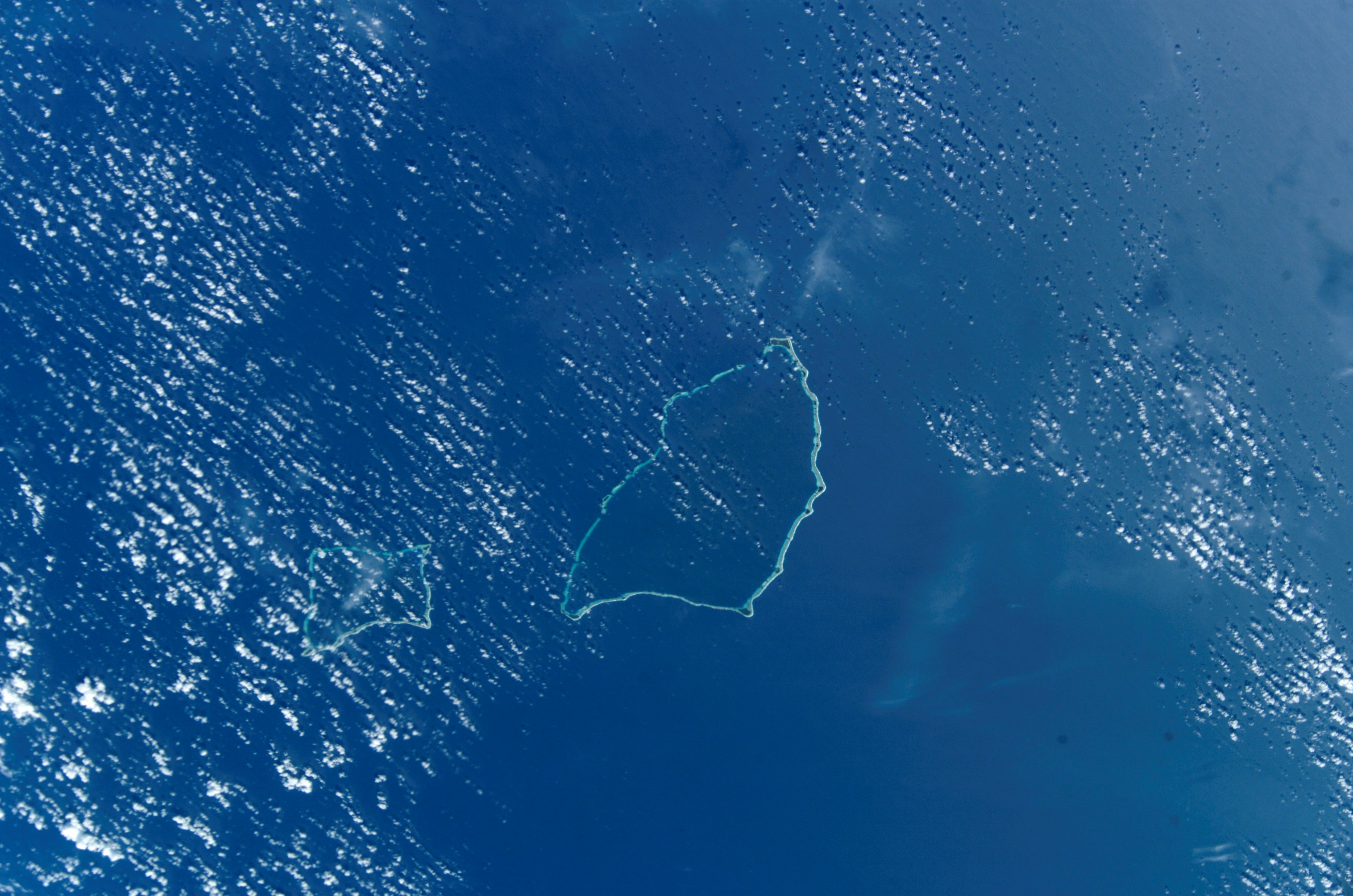
オール環礁

オール環礁（オールかんしょう）は、42の小島から成る、太平洋上の環礁である。

## 概要
マーシャル諸島のラタック列島に属している。

## 地理
環礁の小島を合わせてた陸地の面積は5.62km2であるが、環礁の総面積は240km2にもなる。オール環礁はマロエラップ環礁の南側に位置している。

### 人口
環礁の人口は、1999年度で438人である。

## 対外関係

### 姉妹都市･提携都市
- 桃園市（中華民国 直轄市）- 2018年7月31日 姉妹提携。

## 交通

### 空港
- オール空港